# Џејсон Борн (филм)
Џејсон Борн (енгл. Jason Bourne) амерички је акциони филм из 2016. године, редитеља Пола Гринграса, а по сценарију Гринграса и Кристофера Роуза, док су продуценти филма Гринграс, Мат Дејмон, Франк Маршал, Џефри М. Вајнер, Бен Смит и Грегори Гудмен. Музику су компоновали Џон Пауел и Дејвид Бакли. 
Насловну улогу тумачи Мат Дејмон као Џејсон Борн бивши оперативац Централне обавештајне агенције, док су у осталим улогама Томи Ли Џоунс, Алисија Викандер, Венсан Касел, Џулија Стајлс и Риз Ахмед. Пети је филм у серијалу о Џејсону Борну и директни је наставак филма Борнов ултиматум из 2007. године.
Светска премијера филма је одржана 11. јула 2016. у Лондону, док је у америчке биоскопе пуштен 29. јула исте године. 3Д верзија филма је такође реализована у одређеним азијским државама, као што су Кина, Индија, Филипини и Вијетнам. Филм је примио углавном помешане критике. Док су критичари хвалили Дејмонову и Викандерину глуму и акционе сцене, критиковали су причу, а неки критичари су изразили разочарање због одсуства Џеремија Ренера и игнорисање догађаја из филма Борново наслеђе. Упркос помешаним критикама, филм је остварио зараду од преко 415 милиона долара широм света. 

## Радња
Џејсон Борн (Мет Дејмон) остаје у бекству од јединица ЦИА-е, покушавајући да открије скривене истине о свом оцу, док директор ЦИА-е Роберт Дуви (Томи Ли Џоунс) наређује шефу за сајбер-сигурност, Хедер Ли (Алисија Викандер) да га пронађе.

## Улоге
| Глумац           | Улога        |
| ---------------- | ------------ |
| Мат Дејмон       | Џејсон Борн  |
| Томи Ли Џоунс    | Роберт Дуви  |
| Алисија Викандер | Хедер Ли     |
| Венсан Касел     | Асет         |
| Џулија Стајлс    | Ники Парсонс |
| Риз Ахмед        | Арон Калур   |